# Дъглас Хаскел
Дъглас Пътнам Хаскел (на английски: Douglas Putnam Haskell) е американски журналист (редактор) и архитектурен критик.
През 1952 година Хаскел изковава термина „Гуги архитектура“ в статия в списанието „Хаус енд Хоум“.

## Биография
Роден е на 27 юни 1899 година в Битоля, в семейството на протестантския мисионер Едуард Бел Хаскел, работил по българските земи. По-голям полубрат е на учения Едуард Фрьолих Хаскел. Завършва Оберлинския колеж в Охайо в 1923 година.
Скоро след това става редактор в националното студентско списание „Ню Стюдънт“. В 1927 година се присъединява към редакцията на списанието „Криейтив Арт“ в Ню Йорк Сити. От 1929 до 1942 година е архитектурният критик на списание „Нейшън“. Асоцииран редактор е на „Аркитекчъръл Рекърд“ в периодите 1929 - 1930 г. и 1943 - 1949 г.
Пише за много издания, сред които английското списание „Аркитекчъръл Ривю“ и „Харпърс Магазин“. В 1949 година става редактор на „Аркитекчъръл Форъм“ и остава на този пост до пенсионирането си в 1964 година. При неговото ръководство списанието публикува някои от ранните работи на Джейн Джейкъбс, която Хаскел наема като асоцииран редактор в 1952 година.
Хаскел е поддръжник на модерната архитектура през 20-те години и на модерния градски дизайн. Приятел е с архитекти като Кларънс Стайн и Хенри Райт, както и с критика Люис Мъмфърд.
Той е хоноруван преподавател в Прат Институт и Колумбийския университет. Макар да не е архитект, е член на Американския институт на архитектите.
Умира на 11 август 1979 година в с. Лейк Плесид, щ. Ню Йорк.